# Arpa (riu)

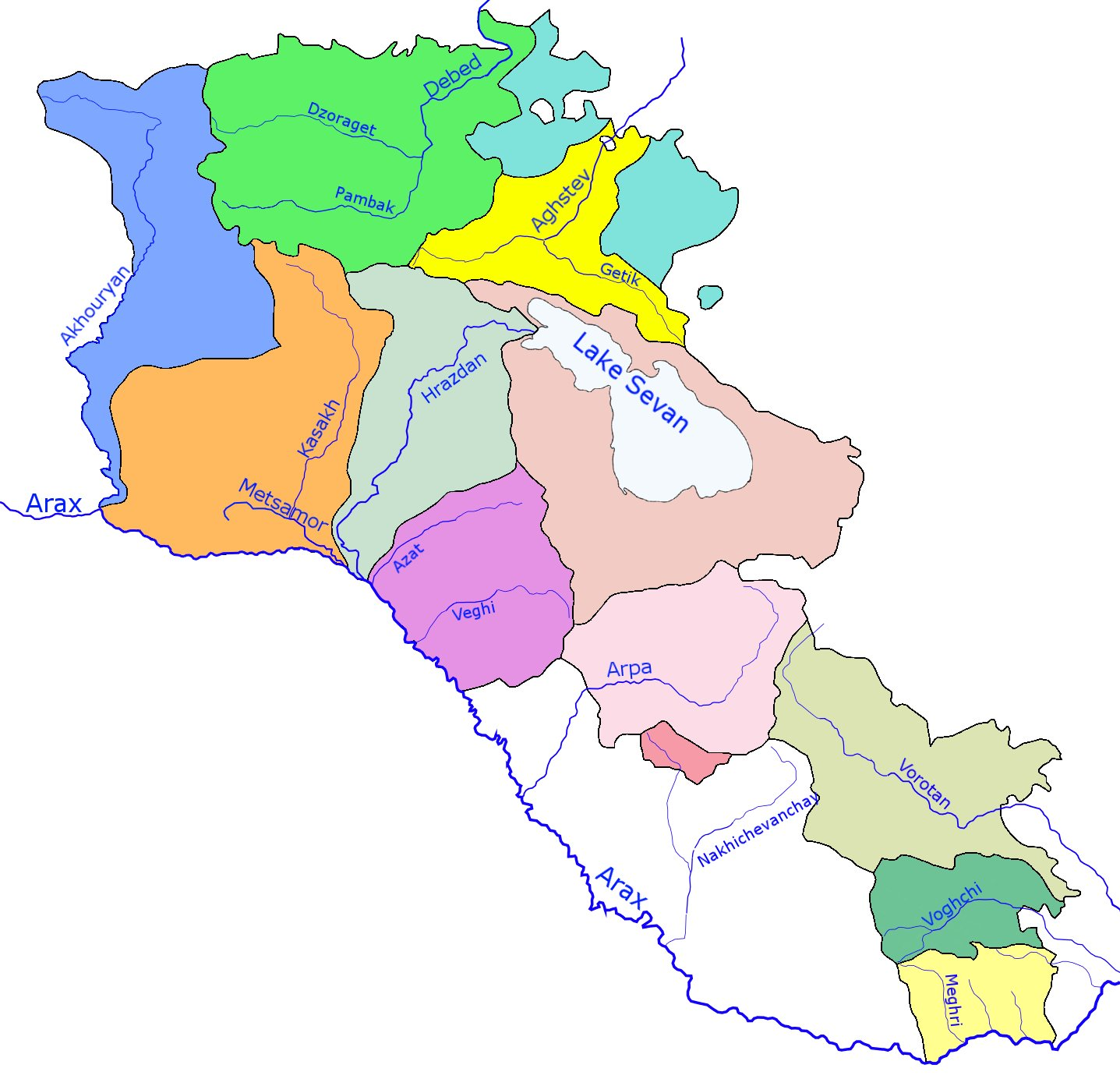
El riu Arpa i la seva conca (rosa clar) dins d'Armènia

L'Arpa (armeni: Արփա; àzeri: Arpaçay) és un riu que travessa Armènia i l'exclavament de Nakhtxivan d'Azerbaidjan. Neix a la província de Vaiots Dzor d' Armènia (marz) i és un afluent esquerre de l'Aras. Té 128 km (80 mi) de llarg, i té una conca de drenatge de 2,630 km2 (1,020 sq mi). Travessa moltes ciutats i pobles, incloent-hi Jermuk, Vayk, Ieghegnadzor, Areni, Oğlanqala, Siyaqut i Qışlaqabbas. Al llarg del seu curs hi trobem l'embassament de Spandaryan.

## Galeria

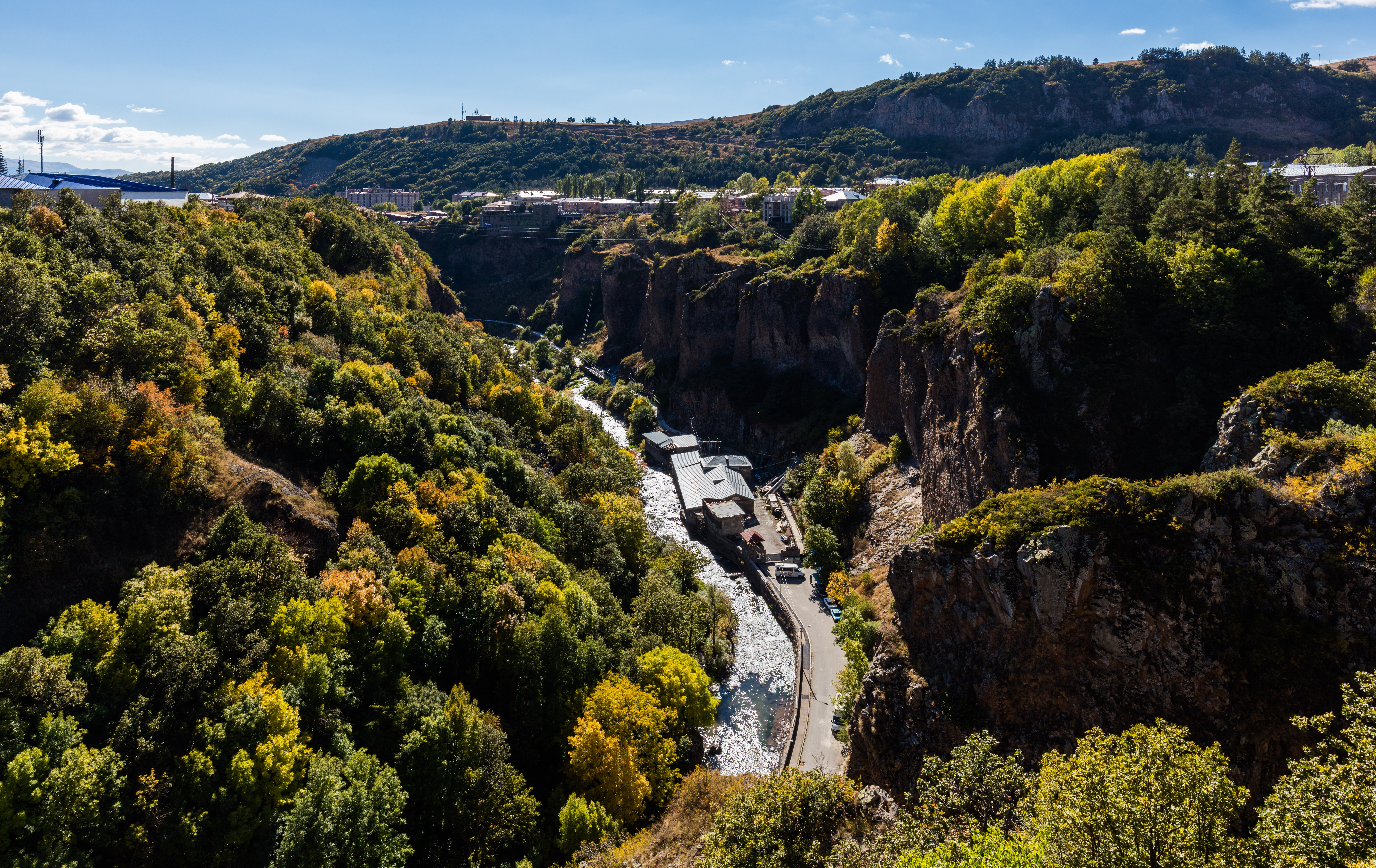